# Raja Laut
Die Raja Laut ist ein zweimastiger gaffelgetakelter hölzerner Schoner.

## Geschichte
Die Raja Laut wurde ab 2005 auf der Werft G.E.K. Carraz nach Entwürfen von Carraz sowie Bosgraaf in Amsterdam gebaut. Der Entwurf basiert auf dem Design klassischer europäischer Segelyachten beziehungsweise kleinerer Handelssegler des 19. Jahrhunderts aus diesem Bereich. Der Rumpf besteht aus Ulin (Eusideroxylon zwageri), einem in der malaiischen Region beheimateten seltenen Eisenholz. Sie ist kraweel beplankt. Das Deck besteht aus Burmesischem Teakholz, die Aufbauten aus Yellow Balau. Abschließend wurde der Rumpf in grauer Farbe bemalt, die Aufbauten sind lediglich mit Klarlack versehen.
Das Schiff ist mit seiner Gesamtlänge von 31 m eine der größten Yachten im klassischen Stil im asiatischen Raum. Bei einer Breite von 7,20 m ist sie auf 150 Tonnen vermessen. Insgesamt können in ihrem Rigg fünf Segel gesetzt werden, Großsegel mit 125 m² und Schonersegel mit 89 m², dazu ein Topsegel mit 30 m², ein Klüver mit 32 m² und ein sogenannter Jumbo von 44 m², eine mit einem Baum ausstattbare Fock (U.S. Naut.).
Ihre höchste Geschwindigkeit unter Segeln wird mit 11 Knoten beziffert, wogegen unter Maschine maximal 10 Knoten erreicht werden.
Der Name selbst ist malaiischen Ursprunges und bedeutet "König der Meere". Hiermit soll eine Referenz zur Geschichte und maritimen Abenteurergeschichten in Südostasien hergestellt werden.
Die Raja Laut wird im Bereich der asiatischen Pazifikregion verchartert, wobei sie mit ihren sechs Kabinen maximal zwölf Passagiere aufnehmen kann.
Im Jahr 2011 diente die Raya Laut bei den Dreharbeiten des Films Die Männer der Emden als Double für das eigentlich dreimastige Segelschiff Ayesha.